# Бягство от сенките
„Бягство от сенките“ (на чешки: Útek ze stínu) е чехословашки драматичен филм от 1959 година на режисьора Иржи Секуенс с участието на Франтишек Смолик, Лида Вендлова и Ярослава Адамова.

## В ролите
- Ярослава Адамова като Ирена

## Награди
- Златен медал от Международния кинофестивал в Москва през 1959 година.